# Alexander Graham Bell
Alexander Graham Bell (3. března 1847 Edinburgh, Skotsko – 2. srpna 1922 Baddeck, Kanada) byl skotsko-americký vědec a vynálezce, který se zabýval tvorbou lidské řeči, výchovou hluchoněmých a elektromagnetickým přenosem řeči. Vynalezl řadu přístrojů nebo přispěl k jejich zdokonalení. Byl zakladatelem koncernu Bell a pozdějšího AT&T.

## Život a dílo
Narodil se v rodině profesora fonetiky a měl dva bratry. Otec Alexander Melville Bell vytvořil jako jeden z prvních fonetickou abecedu. Dědeček Alexander Bell se zabýval fyziologií řeči, byl totiž herec a učitel řečnictví. (Alexander Graham Bell po něm dostal první křestní jméno.) Matka brzy ohluchla a mladý Alexander se naučil znakový jazyk, aby s ní mohl komunikovat. Sám se naučil hrát na klavír a brzy se začal zajímat o akustiku. Od deseti let studoval klasické jazyky v Edinburghu, ale zajímal se hlavně o vědu a vynálezy. Už jako dvanáctiletý vymyslel zařízení pro otcova kamaráda, který byl zemědělcem – zařízení rychle a účinně oddělovalo slupku obilí od zrna pšenice.
Krátce působil jako učitel sluchově postižených a v roce 1865 následoval otce do Londýna, kde působil jako demonstrátor na University College London. Tam také studoval anatomii a fyziologii, seznámil se s různými pokusy o umělou řeč i s dílem německého fyzika Hermanna Helmholtze o fyziologii vnímání zvuku a hudby.
V letech 1868 a 1870 zemřeli oba Alexandrovi bratři na tuberkulózu a otec se rozhodl, že se rodina odstěhuje za lepším klimatem do Kanady.
Roku 1871 dostal Bell pozvání do Bostonu, kde začal s úspěchem učit neslyšící děti. Mezi nimi byla i později slavná hluchoslepá Helen Kellerová a také Alexandrova pozdější manželka, neslyšící Mabel Hubbard. Bell byl přesvědčen, že neslyšící naučí mluvit, a proto byl proti výuce znakového jazyka, což mu později mnozí vytýkali.
V letech 1873–1876 byl Bell profesorem výslovnosti a fyziologie řeči na Bostonské univerzitě. Rozhodl se zrušit svou prosperující soukromou praxi a přijal nabídku bohatých rodičů dvou svých žáků, aby si u nich zřídil laboratoř a věnoval se svým pokusům. V roce 1874 se telegrafní provoz neobyčejně rychle rozšířil a stal se slovy prezidenta Western Union „nervovou soustavou obchodu“ a Bellovi mecenášové byli ochotni jeho výzkumy financovat. Bell tak mohl najmout inženýra T. A. Watsona, který jeho nápady realizoval.
Experimentoval mimo jiné se záznamem zvuku na začazené sklo a měl představu o „akustickém telegrafu“, který si v roce 1876 chtěl nechat patentovat. Téhož dne však patentovou přihlášku přinesl i Elisha Gray, který byl s realizací myšlenky patrně dál. Již v roce 1871 podal předběžnou přihlášku (caveat) italský vědec a vynálezce Antonio Meucci, ale o americký patent nepožádal, protože na podání patentu neměl potřebných 250 dolarů a na obnovení předběžné přihlášky v roce 1874 si nemohl dovolit ani potřebných deset dolarů.
Popisy vynálezu v přihláškách nebyly příliš zřetelné a jasné a navíc vzniklo vážné podezření, že jeden z posuzovatelů v patentovém úřadě ukázal Bellovým lidem obě konkurenční přihlášky. Spory o prioritu se táhly více než sto let a až v roce 2002 (113 let po Meucciho smrti) rozhodl americký kongres na základě Meucciho notářsky ověřeného místopřísežného prohlášení, které je součástí dobových soudních spisů a které zahrnuje poznámky s nákresy v Meucciho laboratorním zápisníku, že prvenství patří Antoniu Meuccimu.
V roce 1876 začal Bell „akustický telegraf“, který mezitím podstatně zdokonalil, propagovat a předvádět. Se svými společníky nabídl telefon telegrafní firmě Western Union za sto tisíc USD, firma však nabídku odmítla. O dva roky později prezident Western Union uvedl, že by za telefon rád zaplatil 25 milionů USD, ale Bell ho už prodat nechtěl. Až na sté jubilejní výstavě ve Filadelfii se o telefon začaly zajímat slavní lidé – brazilský císař Pedro II. nebo Sir William Thomson, pozdější Lord Kelvin – a Bell mohl telefon předvést i královně Viktorii v jejím sídle na ostrově Wight.
Roku 1877 se Alexander Bell oženil s neslyšící dcerou svého obchodního partnera Hubbarda, s Mabel Hubbard, se kterou se seznámil jako s neslyšící učitelkou (tehdy „učitelkou pro hluchoněmé“) na Clarke School. Mabel pocházela ze zcela odlišného prostředí, z bostonské rodiny s modrou krví. Po svatbě manželé odjeli na roční cestu po Evropě, při které Bell mj. propagoval telefon. Manželé měli dvě dcery, Elsie May Bell (1878–1964) a Marian Bell, řečenou Daisy (1880–1962) a syny Edwarda (1881) a Roberta (1883), kteří však zemřeli. Alexander svou ženu Mabel zbožňoval; ve washingtonské Kongresové knihovně (Library of Congress) jsou uloženy stovky dopisů, které si vyměnili. Po celý život balancoval mezi touhou objevovat a vynalézat na straně jedné a touhou zlepšit život neslyšícím lidem.
Téhož roku (1877) byla založena Bell Telephone Company, která roku 1879 koupila Edisonův patent na uhlíkový mikrofon a v roce 1886 měla v USA již 150 000 přípojek. Roku 1880 udělila Francouzská akademie Bellovi Voltovu cenu (asi šest milionů korun), z níž mohl financovat The Volta Laboratory a další výzkumy.

## Vynálezy

### Telefon
Dne 14. února 1876 nezávisle na sobě přihlásili Američan Elisha Gray a ze Skotska pocházející fyziolog Alexander Bell své patenty na nový telefon. Gray vynalezl svůj přístroj už v roce 1874. Jeho mikrofon byl podobný mikrofonu Johanna Philippa Reise, ale byl zlepšen podle principu kapalinového mikrofonu Angličana Jeatese. Ve sluchátku použil Gray elektromagneticky prohýbanou membránu.
Bell použil membránu jak v mikrofonu, tak ve sluchátku. Membrána kmitala v blízkosti cívky navinuté na ocelovém magnetu. Toto uspořádání bylo jednoduché a také nepotřebovalo baterii na přijímací ani na vysílací straně. Nicméně indukční mikrofon byl málo citlivý, a proto byl později nahrazen uhlíkovým odporovým mikrofonem, který se bez podstatných změn užíval do konce 20. století. Bell sám zmínil, že jeho první pokusy byly neúspěšné. Teprve po dlouhých experimentech našel membránu správných parametrů, takže se očekávaný efekt dostavil. Dne 2. června 1875 se mu poprvé podařilo elektricky přenést tón. O devět měsíců později udělal technická zlepšení, která nebyla zahrnuta do patentové přihlášky a která umožňovala přenos lidské řeči. Dne 10. března 1876 uslyšel jeho pomocník v laboratoři první větu přenesenou jeho telefonem: „Pane Watsone, přijďte sem, potřebuji vás.“

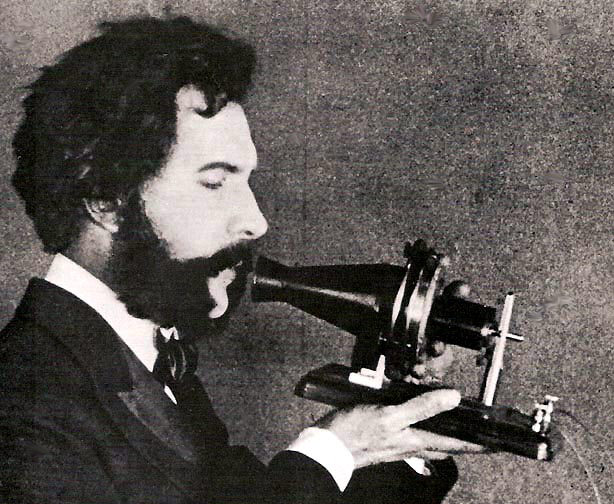
Herec, který hraje Alexandra Grahama Bella

Přes technické úspěchy zůstal jeho telefon zpočátku nepovšimnut. Jako komunikační prostředek si ho nikdo neuměl představit. Ani na světové výstavě roku 1876 ve Filadelfii nevzbuzovalo instalované zařízení zprvu žádnou zvláštní pozornost. Teprve když ho objevil brazilský císař a věnoval mu pozornost, rozpomenulo se vedení výstavy na exponát a udělilo Bellovi zlatou medaili. Byl tak motivován k dalšímu rozvoji telefonu. Začal experimentovat s dálkovým spojením a 8. října uskutečnil rozhovor na vzdálenost 3200 metrů mezi Bostonem a Cambridge. 
Svůj telefon nabídl americké a britské vládě. Britský poštovní úřad odpověděl, že Američané snad takovou věc potřebují, ale Angličané předávají zprávy pomocí malých chlapců, kteří přenášejí listy mezi adresáty. Dne 9. července následujícího roku [kdy?] (1877?) založil společně s Watsonem, G. Hubbardem a Sandersem firmu Bell Telephone Company, Gardina D. Hubbard Trustee v Bostonu a zahájil výrobu telefonních přístrojů ve velkém. Tato společnost telefonní přístroje neprodávala, jen je pronajímala. Od roku 1878 se společnost jmenovala Bell Telephone Company. Po zahrnutí Grayových patentových práv přešla 28. února 1885 v American Telephone and Telegraph (AT&T) Company v New Yorku. Jejím cílem bylo provozovat telefonní spojení po celé Severní Americe.
Původně měl každý telefonní přístroj svou baterii, později bylo řešeno centrální napájení telefonních přístrojů z telefonní ústředny.

### Další vynálezy
Bell byl mimořádně tvořivý člověk s velmi širokými zájmy a mezi jeho další vynálezy patří například:
- Fotofon, bezdrátový optický telefon.
- Detektor kovů, který měl pomoci najít kulku v těle amerického prezidenta Garfielda.
- V roce 1885 zdokonalil spolu s bratrancem Chichesterem Bellem a s Charlesem Sumnerem Tainterem Edisonův fonograf. Nazvali ho graphophon.[9]
- Letadla těžší než vzduch, jimž se intenzivně věnoval v letech 1903–1915.
- Křídlový člun a hydroplán.
- Audiometr na měření sluchu.

Kromě toho se Bell angažoval v National Geographic Society a stal se jejím druhým prezidentem. Uvažoval o alternativních zdrojích energie, o obnovitelných energiích a mnoha dalších tématech, která se dočkala uznání až dlouho po jeho smrti.

## Ocenění
Bellovu dílu je věnováno muzeum na ostrově Cape Breton (Nova Scotia, Kanada).
Na Bellovu počest je pojmenována technická jednotka decibel, ostrov Grahama Bella a Bellův ostrov v arktickém souostroví Země Františka Josefa.

## Citát
- „Nedokážu říct, co je to za sílu, víme jen, že existuje.“